# Heterocodon rariflorum
Heterocodon es un género monotípico de plantas  perteneciente a la familia Campanulaceae. Su única especie: Heterocodon rariflorum Nutt., Trans. Amer. Philos. Soc., n.s., 8: 255 (1843), es originaria de Norteamérica.

## Descripción
Es una hierba anual  muy delgada con tallo erecto de 30 centímetros de altura máxima. No pocas veces de color verde oscuro a rojizo. Las hojas son ocasionales a lo largo del tallo y son en forma de corazón a redondeadas con un borde dentado.  También en ocasiones a lo largo de la raíz se encuentran las flores, que surgen de una base de dientes o púas de sépalos de unos pocos milímetros de largo. La corola de la flor es un tubo cilíndrico de 3 a 5 centímetros de largo, azul o lila oscuro con nervaduras.

## Distribución y hábitat
Es nativo de América del Norte occidental de la Columbia Británica a California a Colorado, donde se observa durante la primavera en las zonas húmedas, como las praderas. 

## Taxonomía
Heterocodon rariflorum fue descrita por Thomas Nuttall y publicado en Transactions of the American Philosophical Society, new series 8: 255. 1843[1842].
Sinonimia:
- Specularia rariflora (Nutt.) McVaugh, Leafl. W. Bot. 3: 48 (1941).[2]